# أوليف ستيفنسون
أوليف ستيفنسون (بالإنجليزية: Olive Stevenson)‏ هي عاملة إجتماعية بريطانية، ولدت في 13 ديسمبر 1930، وتوفيت في 30 سبتمبر 2013.